# 79

## Evenimente
- 24 august:  Distrugerea orașului Pompeii (Italia) prin erupția vulcanului Vezuviu. Estimările privind numărul de victime în urma erupției variază între 2.000 și 15.000 persoane.

## Decese
- 23 iunie: Vespasian, împărat roman (n. 9)
- 24 august: Pliniu cel Bătrân, istoric și erudit roman (n. 23)